# Lennart Wass
Hans Lennart Wass, född 4 januari 1953 i Stockholm, är en svensk fotbollstränare. Han tränade Djurgårdens IF Fotboll (2010-2011) i duo med Carlos Banda och var även tidigare, åren 1990 och 1991, verksam som tränare i samma klubb. Då mest meriterad för segern med 9–1 över Hammarby (1990) och guldet i Svenska cupen 1990. 2009 var han talangscout i Sydamerika för Djurgården.
Han valde att prioritera sin familj och har haft lärartjänst efter de tidiga tränaråren. Han var innan övergången till Djurgården tränare för Stockholms distriktslag för pojkar födda 1994. Från 2017 ledde han verksamheten för Enskede IK U16-U19 programmet.[källa behövs]

## Tränarstatistik
| Säsong                          | Lag                             | Division                        | Pl                              | M  | V  | O  | F  | Målskillnad | P  | Notering                                                                                    |
| ------------------------------- | ------------------------------- | ------------------------------- | ------------------------------- | -- | -- | -- | -- | ----------- | -- | ------------------------------------------------------------------------------------------- |
| 1989                            | Visby IF Gute                   | Division 2 Östra                | 6:a                             | 26 | 10 | 7  | 9  | 46-40       | 27 | En seger gav 2 poäng.                                                                       |
| Totalt Visby IF Gute            | Totalt Visby IF Gute            | Totalt Visby IF Gute            | Totalt Visby IF Gute            | 26 | 10 | 7  | 9  | 46-40       | 27 |                                                                                             |
| 1990                            | Djurgårdens IF                  | Allsvenskan                     | 5:a                             | 22 | 9  | 6  | 7  | 37-23       | 33 | Guld Svenska cupen, Vann mot Hammarby med 9-1                                               |
| 1991                            | Djurgårdens IF                  | Allsvenskan                     | 5:a                             | 18 | 6  | 7  | 5  | 27-25       | 25 |                                                                                             |
| 1991                            | Djurgårdens IF                  | Mästerskapsserien               | 5:a                             | 10 | 3  | 4  | 3  | 16-15       | 26 | Till Mästerskapsserien tog man med sig hälften av poängen (avrundat uppåt) från grundserien |
| Totalt Djurgårdens IF 1990-1991 | Totalt Djurgårdens IF 1990-1991 | Totalt Djurgårdens IF 1990-1991 | Totalt Djurgårdens IF 1990-1991 | 50 | 18 | 17 | 15 | 80-63       | 84 |                                                                                             |
| 1995                            | FC Café Opera                   | Division 4 Stockholm Norra      | 1:a                             |    |    |    |    |             |    | Uppflyttning till division 3                                                                |
| 1997                            | Bagarmossen/Bellevue IF         | Division 4 Stockholm Södra      | 2:a                             |    |    |    |    |             |    |                                                                                             |
| 2010                            | Djurgårdens IF                  | Allsvenskan                     | 10:a                            | 30 | 11 | 7  | 12 | 35-42       | 40 |                                                                                             |
| 2011                            | Djurgårdens IF                  | Allsvenskan                     | 16:e                            | 6  | 0  | 1  | 5  | 6-12        | 1  | Fick sparken efter omgång 6.                                                                |
| Totalt Djurgårdens IF 2010-2011 | Totalt Djurgårdens IF 2010-2011 | Totalt Djurgårdens IF 2010-2011 | Totalt Djurgårdens IF 2010-2011 | 36 | 11 | 8  | 17 | 41-54       | 41 |                                                                                             |